# Cyathea dissoluta
Cyathea dissoluta är en ormbunkeart som beskrevs av Bak. Cyathea dissoluta ingår i släktet Cyathea och familjen Cyatheaceae. Inga underarter finns listade.